# 下古沢駅
下古沢駅（しもこさわえき）は、和歌山県伊都郡九度山町大字下古沢にある南海電気鉄道高野線の駅。標高177 m（橋本駅との高低差は+85 m）。駅番号はNK82。

## 歴史
- 1928年（昭和3年）6月18日：高野山電気鉄道が高野下駅 - 神谷駅（現・紀伊神谷駅）間で開業した際に設置[1]。
- 1947年（昭和22年）3月15日：社名変更により、南海電気鉄道の駅となる。
- 2000年（平成12年）10月：駅業務を子会社の南海ビルサービスに委託[2]。
- 2002年（平成14年）11月12日：交換設備が撤去され、棒線駅ならびに無人駅となる。
- 2007年（平成19年）10月：「こうや花鉄道」プロジェクトの一環として、下りホーム跡に花屏風が整備される。
- 2009年（平成21年）2月6日：紀伊清水駅、学文路駅、九度山駅、高野下駅、上古沢駅、紀伊細川駅、紀伊神谷駅、極楽橋駅、高野山駅、紀ノ川橋梁、丹生川橋梁、鋼索線とともに近代化産業遺産（高野山参詣関連遺産）に指定される[3][4]。
- 2012年（平成24年）4月1日：駅ナンバリングが導入され、使用を開始[5][6]。
- 2017年（平成29年）10月22日：台風21号の影響により上古沢駅構内で道床流出が発生[7]し、高野下駅 - 極楽橋駅間が運転見合わせ[7][8]。橋本駅 - 高野山駅間でバス代行輸送を実施[9]。
- 2018年（平成30年）
  - 2月28日：上古沢駅構内における線路故障から早期再開するため、上古沢駅の行き違い機能を当駅に移設することを発表[10]。
  - 3月31日：線路故障の復旧工事が完了し、始発から高野下駅 - 極楽橋駅間の運転を再開[7][11]。列車行き違い機能を上古沢駅から当駅に移設し、約15年ぶりに旧下りホームと駅員配置が復活。橋本駅 - 高野山駅間の代行バス輸送も終了する。
- 2023年（令和5年）10月10日：駅員巡回強化指定駅となり、再び無人駅化。

## 駅構造

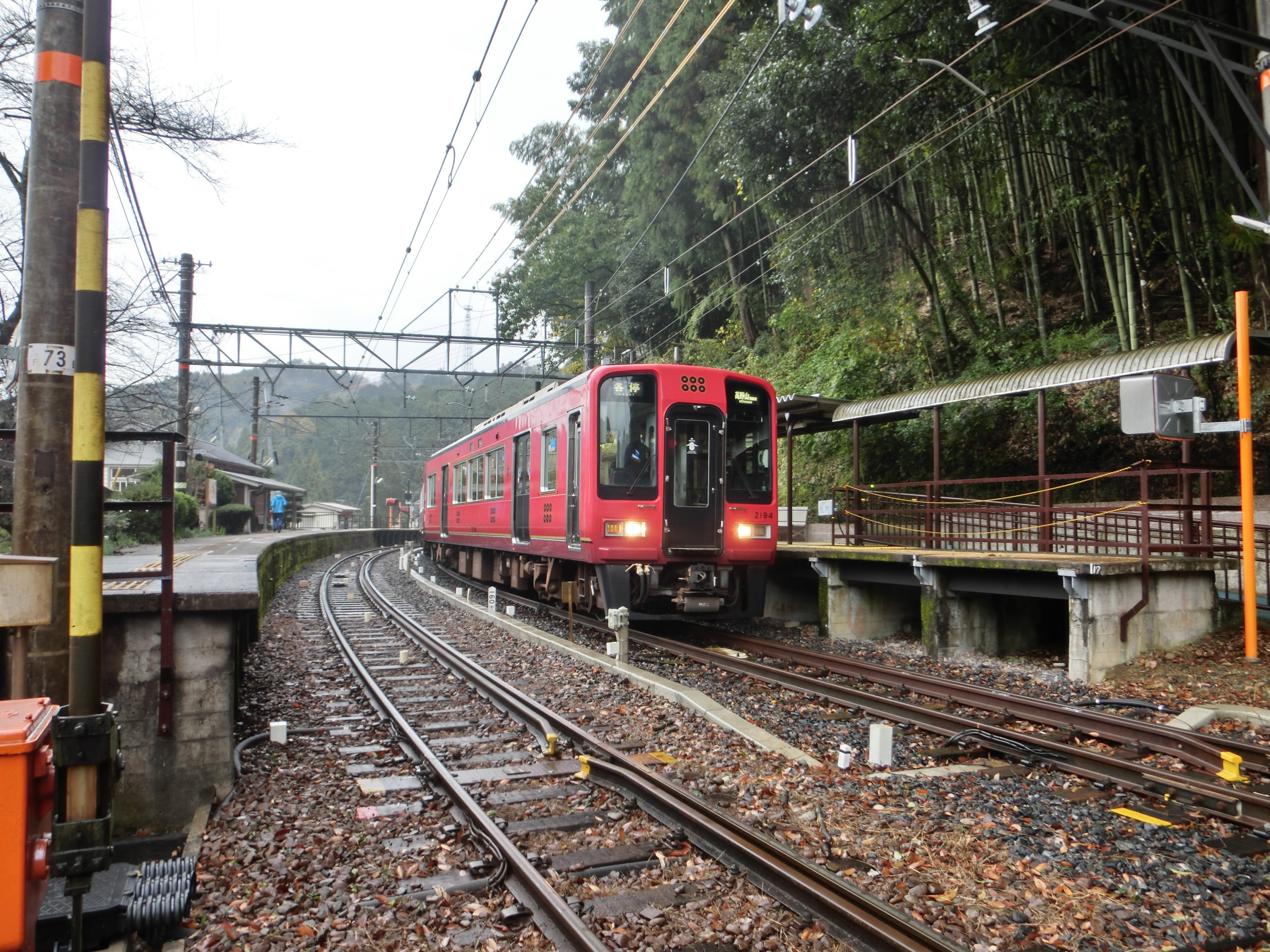
構内全景（極楽橋方）

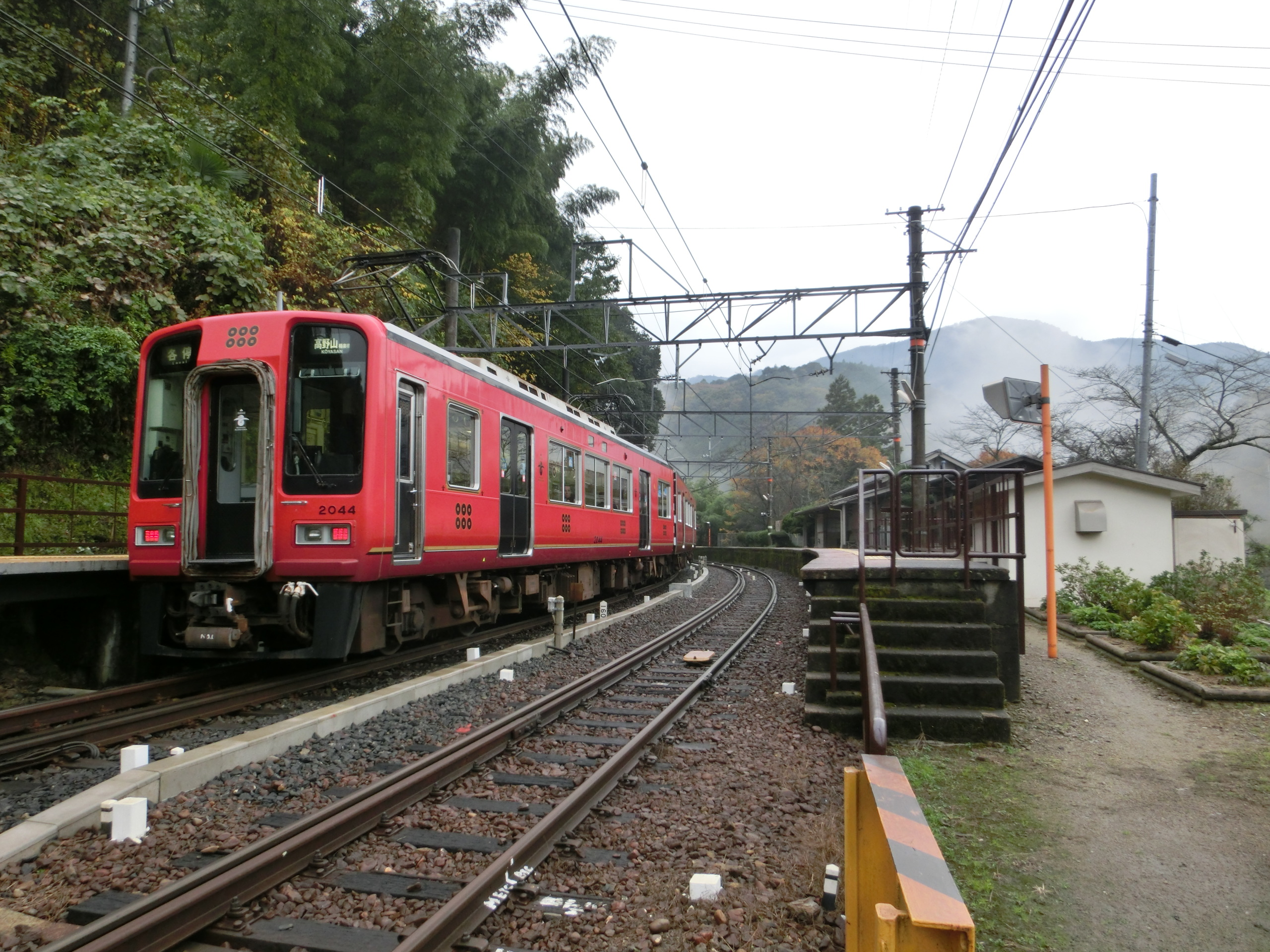
構内全景（難波方）

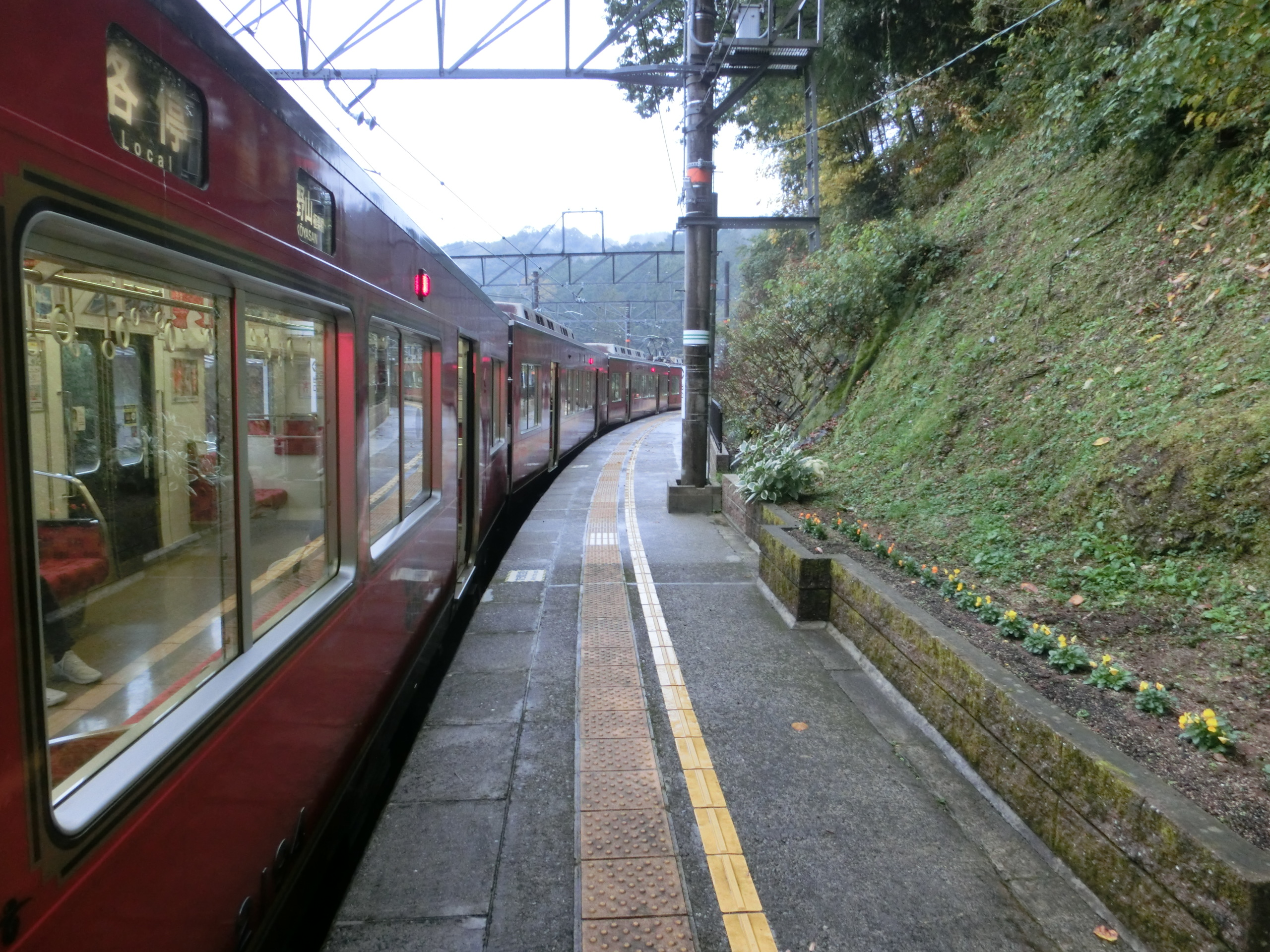
使用再開にあたり再整備が施された下りホーム

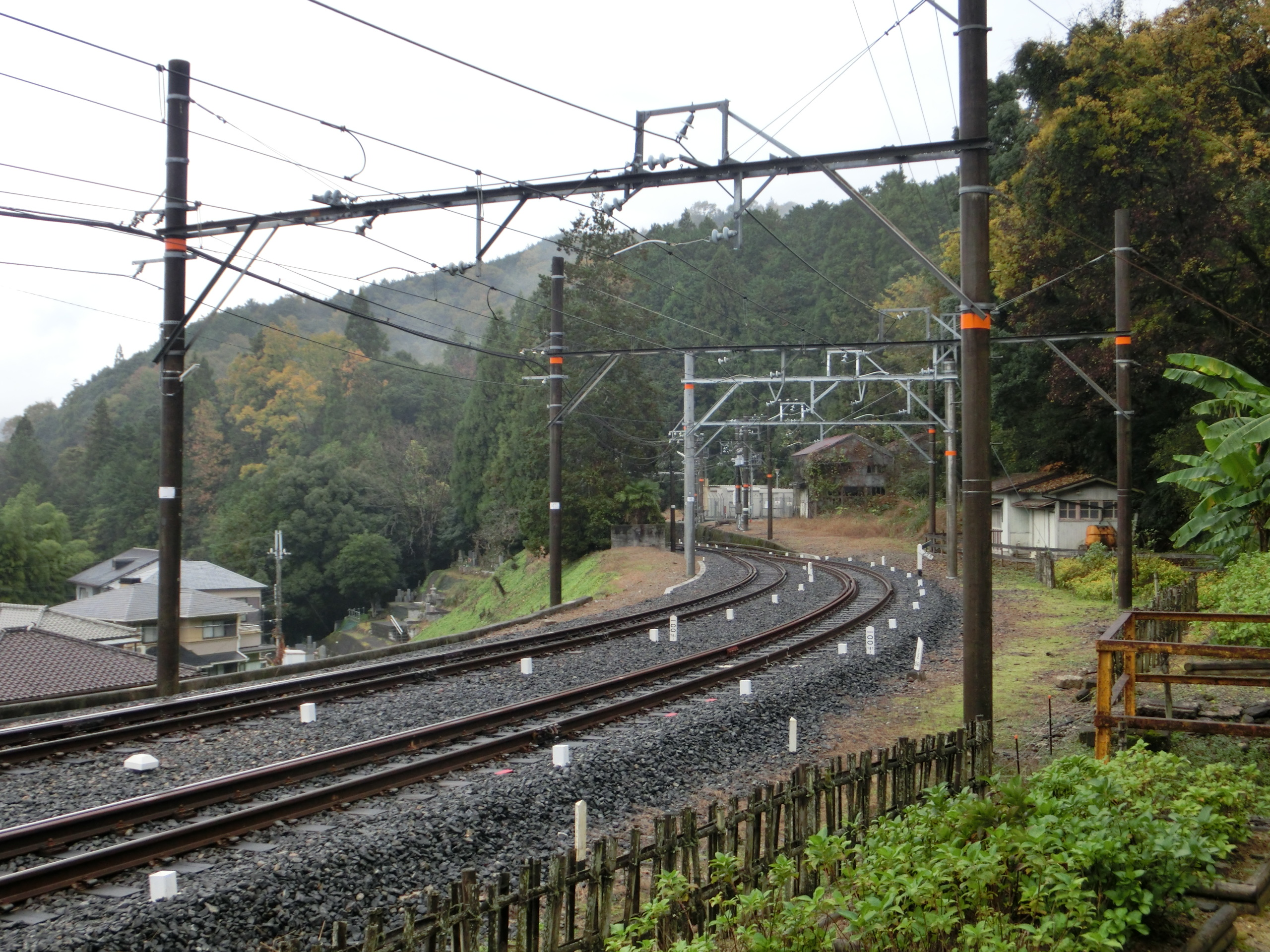
難波方には急カーブがあるため、かなり手前から上下線路が分岐する

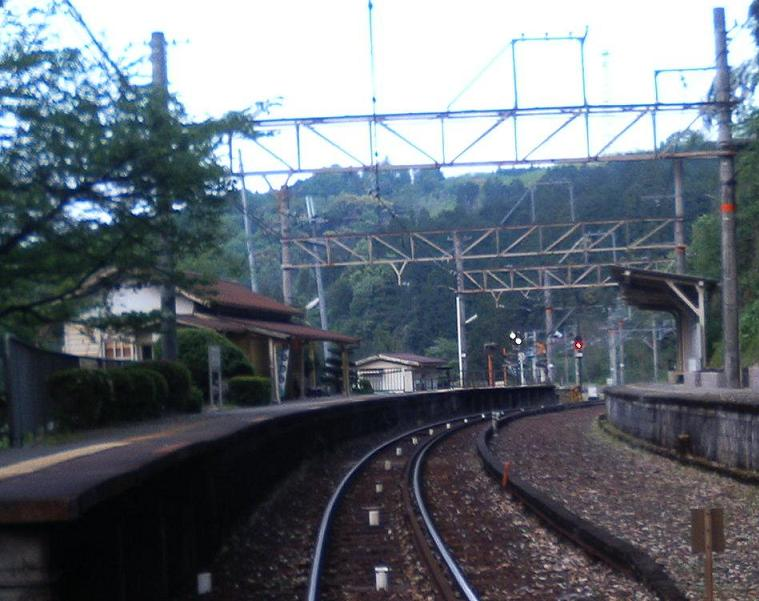
棒線駅化された2002年から2017年までの構内（2005年撮影）

相対式ホーム2面2線の地平駅。山岳を経由しているため、駅舎とホームは傾斜面上にある。ホーム有効長は2扉車4両。
2002年（平成14年）に一旦交換設備が撤去されて難波方面のホームのみ使用され、高野線単線区間では唯一の棒線駅となった。しかし、2017年の台風21号の影響で隣の上古沢駅構内で道床流出が発生し、交換設備が使用不能になったため、上古沢駅からの移設の形として当駅の交換設備が復活し、再び相対式ホーム2面2線となった。なお交換設備の復活にあたり、下りホームでは内方線タイルの敷設等の再整備が行われた。
電車とホームの間の間隔が比較的広くなっている場所がある。
旧高野山方面ホームは交換設備撤去後もしばらく手付かずの状態であったが、「こうや花鉄道」プロジェクトの一環として、2007年（平成19年）10月から跡地に花屏風が設置された。しかし、前述の列車交換設備設置に伴う旧下りホーム復元のため、花屏風は撤去されている。
高野山電気鉄道時代は、高野下方面に車庫もあった。
2018年3月31日の交換設備復活により再び駅係員が常駐するようになり、乗車駅証明書発行機が撤去された。なお、簡易型の自動改札機が設置されており、PiTaPa、ICOCAの使用は可能である。

### のりば
| のりば | 路線   | 方向 | 行先       |
| ------ | ------ | ---- | ---------- |
| 1      | 高野線 | 下り | 高野山方面 |
| 2      | 高野線 | 上り | なんば方面 |

※実際には構内に上記ののりば番号表記はないが、スマートフォン向けアプリ「南海アプリ」では、下りが1番のりば、上りが2番のりばとされている。駅舎側が2番のりばである。

## 利用状況
2024年（令和6年）度の1日平均乗降人員は25人で、南海の駅（100駅）では97位である。
| 年度               | 1日平均 乗降人員 | 順位 | 出典                    |
| ------------------ | ---------------- | ---- | ----------------------- |
| 2000年（平成12年） | 212              |      | [ 県統計 1 ]            |
| 2001年（平成13年） | 205              |      | [ 県統計 1 ]            |
| 2002年（平成14年） | 198              |      | [ 県統計 1 ]            |
| 2003年（平成15年） | 184              |      | [ 県統計 1 ]            |
| 2004年（平成16年） | 172              |      | [ 県統計 1 ]            |
| 2005年（平成17年） | 162              |      | [ 県統計 1 ]            |
| 2006年（平成18年） | 150              |      | [ 県統計 1 ]            |
| 2007年（平成19年） | 148              |      | [ 県統計 1 ]            |
| 2008年（平成20年） | 139              |      | [ 県統計 1 ]            |
| 2009年（平成21年） | 124              |      | [ 県統計 1 ]            |
| 2010年（平成22年） | 116              |      | [ 県統計 1 ]            |
| 2011年（平成23年） | 107              |      | [ 県統計 1 ]            |
| 2012年（平成24年） | 92               |      | [ 県統計 1 ]            |
| 2013年（平成25年） | 98               |      | [ 県統計 1 ]            |
| 2014年（平成26年） | 73               |      | [ 県統計 1 ]            |
| 2015年（平成27年） | 66               |      | [ 県統計 1 ]            |
| 2016年（平成28年） | 59               |      | [ 県統計 1 ]            |
| 2017年（平成29年） | 51               | 96位 | [ 県統計 1 ]            |
| 2018年（平成30年） | 46               | 97位 | [ 南海 2 ] [ 県統計 1 ] |
| 2019年（令和元年） | 36               | 97位 | [ 南海 2 ] [ 県統計 1 ] |
| 2020年（令和02年） | 25               | 97位 | [ 南海 2 ]              |
| 2021年（令和03年） | 26               | 97位 | [ 南海 3 ]              |
| 2022年（令和04年） | 31               | 95位 | [ 南海 4 ]              |
| 2023年（令和05年） | 26               | 95位 | [ 南海 4 ]              |
| 2024年（令和06年） | 25               | 97位 | [ 南海 1 ]              |

## 駅周辺
古沢（こさわ）という地名は下古沢・中古沢・上古沢の3地区から構成され、総称で「古沢」とも呼ばれる。
- 九度山町立古澤小学校 - 現在は廃校。
- 中古沢橋梁（トレッスル橋）
- 九度山町下古沢・中古沢 - 高野山から流れる不動谷川の河川沿いの渓谷にある集落。
- 国道370号

※かつて古沢地区の周辺で作られていた高野紙は2014年にユネスコの無形文化遺産に登録された埼玉県の細川紙（小川和紙）の起源とされる。

## 隣の駅
南海電気鉄道
 高野線
■観光列車「天空」
通過
■快速急行（高野山方面のみ運転）・■急行・■各停
高野下駅 (NK81) - 下古沢駅 (NK82) - 上古沢駅 (NK83)

#### 本文中の出典
1. ↑  『地方鉄道運輸開始、官報450号（1928年6月28日）』 - 国立国会図書館デジタルコレクション
2. ↑  “会社概要（沿革） - 南海ビルサービス”.   南海ビルサービス. 2022年11月27日閲覧。
3. ↑  「近代化産業遺産群 続33」を選定しました（2009年7月17日アーカイブ） - 国立国会図書館Web Archiving Project、2021年8月13日閲覧
4. ↑  都道府県別認定遺産リスト（2009年7月17日アーカイブ） - 国立国会図書館Web Archiving Project、2021年8月13日閲覧
5. ↑  “南海 駅ナンバリング 導入”. 鉄道コム (2012年2月27日). 2023年2月13日時点のオリジナルよりアーカイブ。2023年2月13日閲覧。
6. ↑  “南海電鉄全駅に「駅ナンバリング」を導入します”.   南海電鉄. 2021年10月28日時点のオリジナルよりアーカイブ。2023年2月13日閲覧。
7. 1 2 3  “NANKAI 株主通信” (PDF).   南海電鉄株式会社. p. 8 (2018年6月). 2021年8月13日閲覧。
8. ↑  台風第21号による被害状況等について（第4報） （2017/10/24 7:00現在） (PDF)  - 国土交通省
9. ↑  JR線への振替・バス代行輸送のご案内 - ウェイバックマシン（2017年10月30日アーカイブ分）、2021年8月13日閲覧
10. ↑  高野線の運休区間・代行バスについて - ウェイバックマシン（2018年2月28日アーカイブ分）、2021年8月13日閲覧
11. 1 2  高野線（高野下駅～極楽橋駅）の運転再開について - ウェイバックマシン（2018年3月26日アーカイブ分）、2021年8月13日閲覧
12. ↑  飾られているのはシャクナゲ、サルスベリ、ニッコウキスゲなど16種類・約5,000株であり、さらにその旨が「南海電鉄 高野線 こうや花鉄道 天空｜こうや花鉄道プロジェクト／これまで実施したプロジェクト（「南海高野ほっと・ねっと」内）」でも隣の高野下駅と同様に取り上げられている。
13. ↑  “下古沢駅 立体構内図”.   南海電気鉄道. 2023年6月11日閲覧。

#### 利用状況の出典
和歌山県公共交通機関等資料集
1. 1 2 3 4 5 6 7 8 9 10 11 12 13 14 15 16 17 18 19 20  “令和元年度和歌山県公共交通機関等資料集” (PDF).   和歌山県企画部地域振興局総合交通政策課. 2021年2月5日時点のオリジナルよりアーカイブ。2021年8月13日閲覧。

南海電気鉄道の1日平均利用客数
1. 1 2 3 4  南海電気鉄道株式会社 (2025年7月). “2025 HAND BOOK NANKAI”. p. 35. 2025年8月8日閲覧。
2. 1 2 3  南海電気鉄道株式会社 (2021年8月). “2021 HAND BOOK NANKAI” (pdf). p. 77. 2022年11月19日時点のオリジナルよりアーカイブ。2022年11月19日閲覧。
3. ↑  南海電気鉄道株式会社 (2022年8月). “2022 HAND BOOK NANKAI”. p. 77. 2022年10月14日時点のオリジナルよりアーカイブ。2022年11月19日閲覧。
4. 1 2  南海電気鉄道株式会社 (2024年7月). “2024 HAND BOOK NANKAI”. p. 57. 2024年9月7日閲覧。